# 鳥取県道243号中高妻木線
鳥取県道243号中高妻木線（とっとりけんどう243ごう なかだかむきせん）は、鳥取県西伯郡大山町を通る一般県道である。

## 概要
西伯郡大山町神原から西伯郡大山町妻木に至る。

### 路線データ
- 起点：西伯郡大山町神原（神原交差点、鳥取県道36号名和岸本線・鳥取県道329号淀江琴浦線交点、鳥取県道158号大山口停車場大山線上）
- 終点：西伯郡大山町妻木（鳥取県道242号大山淀江インター線交点）
- 総延長：2.7 km

## 路線状況

### 重複区間
- 鳥取県道158号大山口停車場大山線（西伯郡大山町神原・神原交差点（起点） - 西伯郡大山町平木・平木交差点）

## 地理

### 通過する自治体
- 西伯郡大山町

### 交差する道路
| 交差する道路                                                                                                  | 交差する場所 | 交差する場所      |
| --- | ------------ | ----------------- |
| 鳥取県道36号名和岸本線 鳥取県道158号大山口停車場大山線 重複区間起点 鳥取県道329号淀江琴浦線 大山広域農道 重複 | 神原         | 神原交差点 / 起点 |
| 鳥取県道158号大山口停車場大山線 重複区間終点                                                                  | 平木         | 平木交差点        |
| 国道9号（E9 山陰自動車道 / 名和淀江道路）                                                                     | 妻木         | [ 注釈 1 ]        |
| 鳥取県道242号大山淀江インター線                                                                               | 妻木         | 終点              |

### 交差する鉄道
- 山陰本線

### 沿線
- 高麗郵便局